# Human (Three Days Grace)
Human è il quinto album in studio del gruppo musicale canadese Three Days Grace, pubblicato il 31 marzo 2015 dalla RCA.

## Tracce
Testi e musiche dei Three Days Grace e Gavin Brown, eccetto dove indicato.
1. Human Race – 4:09
2. Painkiller – 2:59 (Three Days Grace, Johnny Andrews, Gavin Brown, Doug Oliver)
3. Fallen Angel – 3:06 (Three Days Grace, Gavin Brown, Christopher Millanr, Joey Moi, Ted Burner)
4. Landmine – 3:26
5. Tell Me Why – 3:31
6. I Am Machine – 3:20 (Three Days Grace, Johnny Andrews, Gavin Brown)
7. So What – 2:58 (Three Days Grace, Gavin Brown, Marti Frederiksen, Mark Holman)
8. Car Crash – 2:51
9. Nothing's Fair in Love and War – 3:45
10. One Too Many – 2:41 (Three Days Grace, Gavin Brown, Casey Marshall)
11. The End Is Not the Answer – 2:53
12. The Real You – 3:54

CD bonus nell'edizione deluxe
1. Every Other Weekend
2. Painkiller (Live) (Three Days Grace, Johnny Andrews, Gavin Brown, Doug Oliver)
3. Let Me Down (Live)
4. Human Race (Atmosphere Version) (Three Days Grace, Gavin Brown)

## Formazione
Gruppo
- Matt Walst – voce
- Barry Stock – chitarra
- Brad Walst – basso, voce
- Neil Sanderson – batteria, voce, tastiera, programmazione

Produzione
- Gavin Brown – produzione
- Lenny DeRose – registrazione
- David Mohacsi, Alastair Sims – editing Pro Tools
- Kevin O'Leary, Alex Krotz, Trevor Anderson – assistenza in studio
- Nick Raskulinecz – missaggio (eccetto tracce 2, 3 e 6)
- Nathan Yourbough – assistenza missaggio (eccetto tracce 2, 3 e 6)
- Chris Lord-Alge – missaggio (tracce 2, 3 e 6)
- Keith Armstrong, Nik Karpen – assistenza missaggio (tracce 2, 3 e 6)
- Dmitar "Dim-E" Krnjaic – assistenza aggiuntiva (tracce 2, 3 e 6)
- Joe LaPorta – mastering

## Classifiche
| Classifica (2015)         | Posizione massima |
| ------------------------- | ----------------- |
| Canada                    | 2                 |
| Germania                  | 77                |
| Nuova Zelanda             | 34                |
| Stati Uniti               | 16                |
| Stati Uniti (alternative) | 3                 |
| Stati Uniti (digital)     | 8                 |
| Stati Uniti (hard rock)   | 1                 |
| Stati Uniti (rock)        | 3                 |